# Казан (съд)
Вижте пояснителната страница за други значения на Казан.
Казан (на турски: kazan; на арменски: Ղազան) е голям, полукръгъл метален съд за готвене, направен от желязо, чугун, мед, медна сплав, бронзова сплав или друг метал.
Казанът е бил изобретен от тюркските номади и се е използвал като основен съд за готвене..

## Приготвяне на храна
Използва се основно за варене на храна или др. Огнището, с което се ползва, може да бъде постоянно, изградено с камъни, кирпич и др.или преносимо – пиростия.
Има дебели стени. Някои казани са със закръглена, за да може пламъкът от огъня да нагрява не само дъното (както става при съдове с плоско дъно), а всичките му стени, като топлината се разпределя максимално полезно.
Съдържанието в тези съдове за готвене се нагрява бързо и трайно, позволяващо значително пестене на гориво, което е важно в характерните условия на регионите, където съдът е разпространен (Средна Азия, Балкански полуостров, Близък изток).
Дебелите стени на съда позволяват да бъде регулирана температурата, като по този начин се избягва загаряне на продуктите. Основният му недостатък е голямото тегло (поради дебелината на стените).

## Дестилиране на алкохол
Казан се нарича също съдът за варене на джибри (ферментирали плодове) за дестилация на алкохол, с който се произвеждат високоалкохолни напитки. Думата се използва и като нарицателно за сградите, в които са разположени такива съдове.

## Друго значение
Има мит, който казва, че в казани, разположени в ада, се варят грешниците.